# Tilman Rammstedt

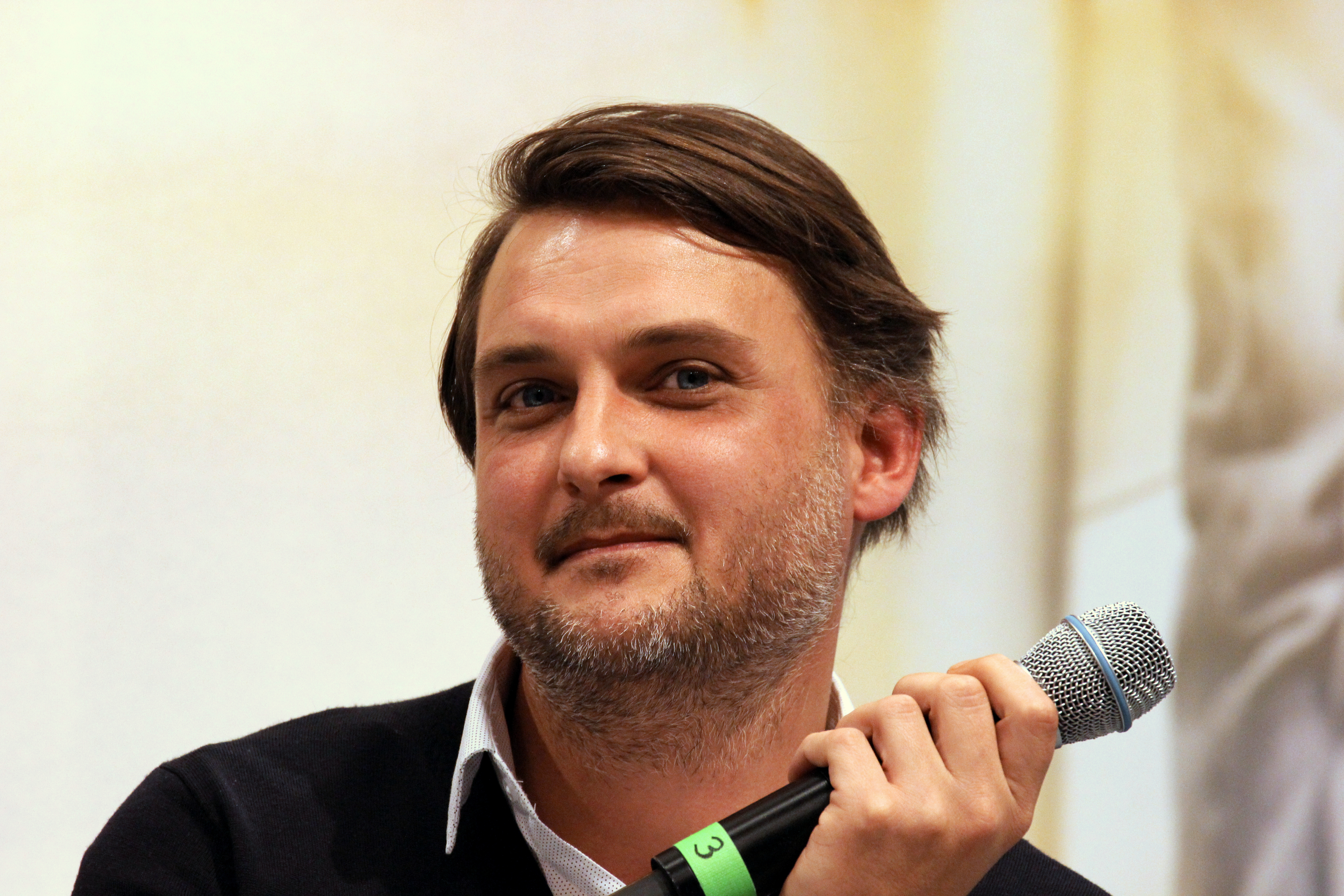
Tilmann Rammstedt v roce 2016

Tilman Rammstedt (* 2. květen 1975, Bielefeld) je německý spisovatel, jenž se stal v roce 2008 za román „Der Kaiser von China“ laureátem jak Ceny Ingeborg Bachmannové, tak i Ceny Annette von Drosten Hülshoffové.

## Život a dílo
Tilman Rammstedt je synem německého sociologa a vysokoškolského učitele Ottheina Rammstedta. Studoval filozofii a srovnávací literární vědu na univerzitách v Edinburghu, Tübingenu a Berlíně. V roce 2009 se stal na dva měsíce stipendistou Pražského literárního domu autorů německého jazyka.

### Doposud nepřeložené knihy v originále
- Morgen mehr: Roman. Berlin: Hanser Berlin, 2016. 224 S.
- Die Abenteuer meines ehemaligen Bankberaters: Roman. Köln: DuMont Verlag, 2012. 190 S.
- Wir bleiben in der Nähe: Roman. Köln: DuMont Verlag, 2005. 237 S.
- Erledigungen vor der Feier: Roman. Köln: DuMont Verlag, 2003. 120 S.

### České překlady z němčiny
- Čínský císař (orig. Der Kaiser von China). 1. vyd. Nakladatelství Lidové noviny, 2010. 136 S. Překlad: Radovan Charvát

## Ocenění
- 2017 – Preis der LiteraTour Nord[9]